# Pia-Leonie Kirsakal
Pia-Leonie Kirsakal (11 augustus 2000) is een langebaanschaatser uit Duitsland.
In 2016 reed Kirsakal op de Olympische Jeugdwinterspelen 2016 in Lillehammer negentiende op de 500  meter.

## Records

### Persoonlijke records[5]
| Afstand    | Tijd    | Datum            | Baan   |
| ---------- | ------- | ---------------- | ------ |
| 500 meter  | 40,32   | 29 februari 2020 | Inzell |
| 1000 meter | 1.21,04 | 9 november 2019  | Inzell |
| 1500 meter | 2.08,65 | 31 januari 2020  | Erfurt |